# Château des Gouttes
Le château des Gouttes est un édifice situé à Thionne, en France.

## Localisation
Le château est situé sur le territoire de la commune de Thionne, à deux kilomètres au nord-est du bourg, dans le département de l'Allier, en région Auvergne-Rhône-Alpes.

## Description
Autour de la cour dessinant un quadrilatère, le château est constitué d'un corps de logis ancien (XVe siècle), avec une tour d'escalier rectangulaire hors-œuvre sur la façade, d'une aile en style néogothique (XIXe siècle), et de deux côtés occupés par les communs et les écuries. Une partie des douves est conservée. Il se trouve dans un parc à l'anglaise, couvert de plusieurs vastes étangs.
Certains décors intérieurs du logis principal datent du XVIIe siècle.

## Historique
Une famille portant le nom de cette terre est attestée au XIVe siècle. Au XVIe siècle, la seigneurie appartient à Simon Raquin, conseiller et maître d'hôtel de Charles VIII, et à ses héritiers, dont Philippe Raquin des Gouttes, chevalier de Malte et prieur d'Auvergne, lieutenant général des armées navales de France. La sœur de ce dernier, Claude, épouse en 1607 Jacques de Charry ; la famille Charry des Gouttes conserve Les Gouttes jusqu'en 1802. Le domaine est acheté en 1818 par Jean Marie Clayeux (1790-1857), d'une famille de Thionne ; son petit-fils René Clayeux (1847-1941) fait restaurer et agrandir le château par l'architecte moulinois René Moreau.
L'édifice est inscrit au titre des monuments historiques en 2003. La protection porte sur le château dans son intégralité, avec ses décors intérieurs. Elle englobe des éléments extérieurs comme les communs, le pigeonnier, l'orangerie, le pavillon du gardien et le parc (système hydraulique, passerelle d'Eiffel, salon de verdure).
Le château, propriété privée, n'est pas ouvert à la visite.